# Плезант Гроув (Алабама)
Плезант Гроув (енгл. Pleasant Grove) град је у америчкој савезној држави Алабама. По попису становништва из 2010. у њему је живело 10.110 становника.

## Демографија
Према попису становништва из 2010. у граду је живело 10.110 становника, што је 127 (1,3%) становника више него 2000. године.
| Група             | 2000.         | 2010.         |
| Белци             | 8.439 (84,5%) | 5.406 (53,5%) |
| Афроамериканци    | 1.442 (14,4%) | 4.534 (44,8%) |
| Азијати           | 15 (0,2%)     | 18 (0,2%)     |
| Хиспаноамериканци | 28 (0,3%)     | 57 (0,6%)     |
| Укупно            | 9.983         | 10.110        |